# Aleksiej Łosiew
 Aleksiej Fiodorowicz Łosiew (ros. Алексе́й Фёдорович Ло́сев, ur. 1893 w Nowoczerkasku, zm. 1988 w Moskwie) – radziecki filozof, kulturolog i muzykolog, doktor nauk, profesor, znany jako „ostatni filozof Srebrnego Wieku” . Był autorem ponad 460 publikacji, a wspólnymi cechami ich wszystkich jest syntetyczność, symbolizm i neoplatonizm . Jest autorem jednej z najważniejszych i najobszerniejszych (prawie 700 stron) prac o Władimirze Sołowjowie pt. Władimir Sołowjow i jego czasy (ros. Владимир Соловьев и его время), nazwano ją nawet „encyklopedią wiedzy o Sołowjowie”.

## Nagody
- 1968: Nagroda Państwowa ZSRR za Historię estetyki klasycznej